# Řecko na Letních olympijských hrách 1960
Řecko se účastnilo Letní olympiády 1960 v italském Římě. Zastupovalo ho 48 mužů v 8 sportech.

## Medailisté
| Medaile | Jméno                                                         | Sport    | Soutěž      |
| ------- | ------------------------------------------------------------- | -------- | ----------- |
| Bronz   | Crown Prince Constantine Odysseus Eskitzoglou Georgios Zaïmis | Jachting | Muži Dragon |